# San Miguelito (Nicaragua)
San Miguelito è un comune del Nicaragua facente parte del dipartimento di Río San Juan.